# Ancistrocerus microcynoeca
Ancistrocerus microcynoeca är en stekelart som beskrevs av Carlos Schrottky 1911. Ancistrocerus microcynoeca ingår i släktet murargetingar, och familjen Eumenidae. Inga underarter finns listade i Catalogue of Life.